# Something Else by the Kinks
| 평가 점수                     | 평가 점수  |
| 출처                          | 점수       |
| ----------------------------- | ---------- |
| AllMusic                      | [ 2 ]      |
| Pitchfork                     | 9.3/10     |
| Rolling Stone                 | (positive) |
| Encyclopedia of Popular Music | [ 9 ]      |

《Something Else by the Kinks》는 종종 《Something Else》라고 일컬어지며, 1967년 9월 15일, 파이 레코드에 의해 발매된 영국의 록 밴드 킹크스의 다섯 번째 스튜디오 음반이다. 이 음반은 프론트맨 레이 데이비스의 관찰적이고 내성적인 가사에 의해 정의된 괴짜 바로크 팝과 뮤직홀의 영향을 받은 스타일을 향한 킹크스의 추세를 이어갔다. 이 음반은 또한 1960년대 킹크스의 스튜디오 음반에 미국의 프로듀서 셸 탈미가 최종적으로 참여한 것을 기념했고, 이후 레이 데이비스는 이 그룹의 음반을 제작했다. 많은 곡들은 니키 홉킨스의 키보드 작업과 데이비스의 아내 라사의 백 보컬이 특징이다. 이 음반에 앞서 그룹의 가장 호평을 받은 곡 중 하나인 싱글 〈Waterloo Sunset〉과 데이브 데이비스의 솔로 음반 〈Death of a Clown〉이 발매되었는데, 둘 다 영국 톱 3에 차트인했다.
비록 두 개의 주요 유럽 히트곡을 수록했고 영국과 미국의 음악 언론으로부터 긍정적인 공지를 얻었지만, 《Something Else》는 저조한 판매량을 기록했고, 당시 두 나라 모두에서 킹크스의 가장 낮은 차트를 기록한 음반이 되었다. 하지만 그 시기의 다른 음반들과 마찬가지로, 그것은 회고적인 찬사를 받았고 컬트들이 가장 좋아하는 음반이 되었다. 이 음반은 《롤링 스톤》의 2003년 "역사상 가장 위대한 음반 500장" 목록에서 288위에 올랐다.

## 녹음
레이 데이비스는 셸 탈미가 탈퇴한 후 프로듀싱을 맡았고, 따라서 《Something Else》는 킹크스의 사운드와 프로듀싱 스타일에 변화를 가져왔다. 데이비스는 그룹의 음반을 믹싱하고 녹음하는 자신의 기술에 확신이 없었고, 나중에 "《Something Else》를 프로듀싱하는 것이 허락되지 말았어야 했다고 느끼고, 음반에 들어간 것은 접근 방식이 조금 더 일상적인 누군가를 필요로 했다"고 말했다.
이 음반은 1966년 4월에 발매된 〈End of the Season〉(1966년 4월에 발매)와는 별개로, 1966년 가을부터 1967년 여름 사이에 녹음되었는데, 이때 킹크스는 투어를 줄이고 데이비스의 아직 잘 정의되지 않은 "빌리지 그린" 프로젝트를 위한 곡들을 녹음하고 비축하기 시작했다. 〈Village Green〉이라는 곡은 1966년 11월 음반 세션 중에 녹음되었지만, 1967년 프랑스 EP로 발매되었고, 다음 발매인 《The Kinks Are the Village Green Preservation Society》에 등장하지 않았다.

## 구성
음악적으로, 《Something Else》는 〈Death of A Clown〉의 챔버 팝부터 〈No Return〉의 보사노바까지 다양한 장르와 스타일적 영향을 특징으로 한다. 개러지 록 스타일의 〈Love Me Til the Sun Shines〉를 제외하고, 이 음반은 그룹의 초기 소재의 하드한 로큰롤에서 벗어나 멜로우, 어쿠스틱 바로크 팝 발라드, 영국 뮤직홀, 그리고 "성격적인" R&B를 특징으로 한다.
음반에 수록된 레이 데이비스의 가사는 영어에서 영감을 받은 주제, 특히 하프시코드가 많은 〈Two Sisters〉, 게으른 셔플 〈End of the Season〉, 그리고 냉소적인 〈David Watts〉를 다룬다.
이 음반에는 히트 싱글 〈Death of a Clown〉을 포함하여 데이브 데이비스가 작곡한 세 곡이 수록되어 있다.

## 곡 목록
모든 곡들은 특별한 언급이 없는 한 레이 데이비스에 의해 작사/작곡하였다.
| #  | 제목                 | 작사·작곡                    | 재생 시간 |
| -- | -------------------- | ---------------------------- | --------- |
| 1. | 〈David Watts〉      |                              | 2:40      |
| 2. | 〈Death of a Clown〉 | R. 데이비스, 데이브 데이비스 | 3:15      |
| 3. | 〈Two Sisters〉      |                              | 2:03      |
| 4. | 〈No Return〉        |                              | 2:03      |
| 5. | 〈Harry Rag〉        |                              | 2:19      |
| 6. | 〈Tin Soldier Man〉  |                              | 2:53      |
| 7. | 〈Situation Vacant〉 |                              | 2:43      |

| #  | 제목                            | 작사·작곡   | 재생 시간 |
| -- | ------------------------------- | ----------- | --------- |
| 1. | 〈Love Me Till the Sun Shines〉 | D. 데이비스 | 3:23      |
| 2. | 〈Lazy Old Sun〉                |             | 2:49      |
| 3. | 〈Afternoon Tea〉               |             | 3:25      |
| 4. | 〈Funny Face〉                  | D. 데이비스 | 2:29      |
| 5. | 〈End of the Season〉           |             | 3:00      |
| 6. | 〈Waterloo Sunset〉             |             | 3:16      |